# Vampyressa melissa
Vampyressa melissa é uma espécie de morcego da família Phyllostomidae. Pode ser encontrada na Colômbia, Equador e Peru em florestas montanas ao longo dos Andes. O estado de conservação da espécie é Vulnerável segundo a União Internacional para a Conservação da Natureza.

## Taxonomia
Foi a primeira espécie de tamanho grande descrita para o gênero. Posteriormente outras duas espécies grandes de Vampyressa foram descritas, V. elisabethae e V. voragine 
Um estudo recente extraiu e sequenciou parte do ADN mitocondrial do holótipo de V. sinchi, revelando que a espécie na verdade seria uma variação geográfica, ou subespécie, de V. melissa.

## Descrição
É uma das maiores espécies de Vampyressa, com o corpo medindo entre 58 e 66 milímetros de comprimento. Assim como todos os integrantes do gênero, os morcegos desta espécie têm um focinho curto e dois pares de faixas brancas próximo aos olhos.
Os morcegos da espécie têm a pelagem do dorso marrom amarelada e não possuem listra branca dorsal, como ocorre nos parentes próximos Chiroderma e Vampyriscus. O primeiro par de incisivos superiores é levemente bilobado. Há três molares inferiores, diferindo de Vampyressa elisabethae , que possui dois molares inferiores.

## Distribuição ehabitat
Esses morcegos são conhecidos de áreas de florestas de altitude bem preservadas ao longo da cordilheira dos Andes na Colômbia, Equador e Peru. 

## Dieta e comportamento
Nada se sabe sobre a dieta da espécie. As outras espécies do gênero são frugívoras e possuem uma nítida preferência na ingestão de figos, apesar de se alimentar ocasionalmente de outras frutas.

## Conservação
A espécie é classificada como "vulnerável" pela lista da União Internacional para a Conservação da Natureza. 